# Erwin Fassbind
Erwin Fassbind (ur. 20 lipca 1957) – szwajcarski bobsleista, dwukrotny medalista mistrzostw świata.

## Kariera
Pierwszy sukces w karierze osiągnął w 1986 roku, kiedy wspólnie z Erichem Schärerem, Kurtem Meierem i André Kisserem wywalczył złoty medal w czwórkach podczas mistrzostw świata w Königssee. Na rozgrywanych rok później mistrzostwach świata w St. Moritz reprezentacja Szwajcarii w składzie Hans Hiltebrand, Urs Fehlmann, André Kisser i Erwin Fassbind ponownie zdobyła złoty medal w tej konkurencji. W 1988 roku na wystartował na igrzyskach olimpijskich w Calgary, zajmując dziewiąte miejsce w czwórkach.